# Flávia Saraiva
Flávia Saraiva, née le 30 septembre 1999 à Rio de Janeiro, est une gymnaste artistique brésilienne.

## Carrière
Elle remporte lors des Jeux olympiques de la jeunesse d'été de 2014 la médaille d'or au sol et la médaille d'argent au concours général individuel ainsi qu'à la poutre.
Elle est médaillée de bronze par équipes et au concours général individuel aux Jeux panaméricains de 2015.
Aux Championnats de 2018 à Doha, elle participe à trois finales, terminant 5e au sol, 7e au concours par équipes et 8e au concours général individuel.

## Palmarès

### Jeux olympiques
- Rio 2016
  - 5e à la poutre
  - 8e au concours général par équipe
- Tokyo 2020 (2021)
  - 7e à la poutre
- Paris 2024
  -  médaille de bronze au concours général par équipe

### Championnats du monde
- Doha 2018
  - 5e au sol
  - 7e au concours général par équipes
  - 8e au concours général individuel
- Stuttgart 2019
  - 4e au sol
  - 6e à la poutre
  - 7e au concours général individuel
- Liverpool 2022
  - 4e au concours général par équipes
  - Se retire pour la finale du concours général individuel
  - Se retire pour la finale sol
- Anvers 2023
  -  au concours général par équipes
  -  au sol
  - 15e au concours général individuel